# Marvin Ogunjimi
Marvin Ogunjimi est un footballeur international belge né le 12 octobre 1987 à Malines (Belgique) et évoluant actuellement au poste d'attaquant.

## Biographie
Il fait partie de l'effectif du KRC Genk de juillet 2004 à août 2011. Il a participé et remporté l'édition 2009 de la Coupe de Belgique (ou Cofidis Cup). Il s'y est illustré en marquant les deux buts de la victoire face au FC Malines en finale.
Il est transféré au RCD Majorque en août 2011, mais la FIFA ne donne pas son accord, les papiers du transfert n'ayant été reçus qu'à 00h07, soit 7 minutes après la clôture du marché. Le transfert est dès lors postposé. Au mois de décembre, au lendemain du dernier match de ligue des champions du KRC Genk, le joueur s'envole finalement vers les Baléares. Mais le RCD Majorque a, entretemps, changé d'entraîneur, Joaquín Caparrós succédant à Michael Laudrup. Et l'attaquant belge ne reçoit que peu la confiance du technicien espagnol. Ogunjimi participe à huit rencontres de janvier à mai 2012.
En juin 2012, le joueur cherche à se relancer dans un autre club. Malgré des touches en Italie et en Angleterre, l'attaquant choisit le Standard de Liège pour relancer sa carrière. Le discours de l'entraîneur liégeois Ron Jans et les conseils de l'entraîneur des Diables rouges Marc Wilmots l'ont convaincu d'opter pour le Standard. Le transfert prend la forme d'un prêt d'une durée d'un an, assorti d'une option d'achat.
Le passage de l'attaquant d'origine nigériane ne marque pas les esprits en bords de Meuse. Les prêts suivants, au Beerschot et à Louvain, ne sont pas plus concluants. 
Sans contrat, Ogunjimi se dirige vers la Norvège, et le club de Stromsgodset. Son aventure nordique tourne à l'aigre lorsqu'il se déchire les ligaments croisés lors du premier tour de la Ligue Europa contre les Albanais de Partizani. 
Remis sur pied, l'international belge s'envole en février 2016 vers la Corée du sud et le Suwon FC. Ne parvenant pas à s'y imposer, il est prêté en Thailande, au Ratchaburi Mitr Phol FC. 
En janvier 2017, son contrat est rompu et il est un joueur libre. Il s'engage le dernier jour du mercato avec le club albanais de Skenderbeu. Il ne reste que six mois en Albanie, puis s'envole vers Okzhetpes, au Kazakhstan, où il ne reste que trois mois et sept petits matches. Ogunjimi se rapproche ensuite de la Belgique avec un retour aux Pays-Bas au MVV Maastricht à l'entame de la saison 2017-18, mais l'aventure prend fin en mars 2018. Trois semaines plus tard, le joueur signe au Dinamo Brest, en Biélorussie où il ne reste que deux mois. Sans club, il s'envole à nouveau pour l'Asie, et le club de Saï Gon, au Viêt-Nam.
Le 8 août 2021, il signe un contrat de deux saisons au RAEC Mons, Le 20 mai 2022 le club annonce la fin de son contrat.

## Statistiques

### En sélection
Marvin Ogunjimi fête sa première sélection le 8 octobre 2010 en déplacement au Kazakhstan. Monté au repos, il inscrit les deux buts de la victoire belge. Quatre jours plus tard, lors de la réception de l'Autriche (4-4), il donne son premier assist pour l'ouverture du score de Jelle Vossen. En fin de match, il est à la réception d'une remise de Jonathan Legear pour inscrire le troisième but belge. En juin 2011, il ouvre le score contre la Turquie d'une reprise au petit rectangle. Cette réalisation reste à ce jour la dernière sous la vareuse nationale.
Ogunjimi totalise 7 sélections avec les Diables Rouges, Il a inscrit 4 buts, tous lors des éliminatoires pour l'Euro 2012.
- Équipe nationale belge : 7 sélections / 4 buts

| But | Date            | Stade, ville, pays                         | Adversaire | Résultat | Match, compétition                            |
| --- | --------------- | ------------------------------------------ | ---------- | -------- | --------------------------------------------- |
| 1er | 8 octobre 2010  | Almaty Central Stadium, Almaty, Kazakhstan | Kazakhstan | V 0-2    | Éliminatoires du championnat d'Europe de 2012 |
| 2e  | 8 octobre 2010  | Almaty Central Stadium, Almaty, Kazakhstan | Kazakhstan | V 0-2    | Éliminatoires du championnat d'Europe de 2012 |
| 3e  | 12 octobre 2010 | Stade Roi-Baudouin, Bruxelles, Belgique    | Autriche   | N 4-4    | Éliminatoires du championnat d'Europe de 2012 |
| 4e  | 3 juin 2011     | Stade Roi-Baudouin, Bruxelles, Belgique    | Turquie    | N 1-1    | Éliminatoires du championnat d'Europe de 2012 |

## Palmarès
- Champion de Belgique 2010-2011 avec le KRC Genk
- Vainqueur de la Coupe de Belgique 2009 avec le KRC Genk